# Metropolis bleu
Metropolis bleu est un festival littéraire à Montréal organisé par une fondation, un organisme d'aide, qui a pour mission de réunir les gens de langues et de cultures diverses autour du plaisir de lire et d’écrire, permettant ainsi l'éclosion de la créativité et la compréhension interculturelle. La fondation propose également, tout au long de l’année, des programmes éducatifs d'alphabétisation. 

## Festival littéraire international de Montréal Metropolis bleu
Organisé par la Fondation, le « Festival littéraire international de Montréal Metropolis bleu » est un festival littéraire montréalais fondé en 1997 par l'écrivaine Linda Leith. Le premier festival a eu lieu du 19 au 23 avril 1997.
Se déroulant à Montréal chaque année au printemps, le festival littéraire international de Montréal Metropolis bleu rassemble pendant 5 jours plus de 200 auteurs, traducteurs, musiciens, journalistes et éditeurs du monde entier pour cinq jours d'activités littéraires en plusieurs langues, notamment en français, en anglais et en espagnol.  
Le festival comprend des lectures publiques, des colloques, des ateliers, des tables rondes.  
Lors du Festival, plusieurs prix sont remis, dont le grand prix Metropolis bleu, qui reconnait chaque année un écrivain au rayonnement international et récompense l'ensemble d'une œuvre pour son apport à la littérature contemporaine.

## Festival TD - Metropolis bleu des enfants
Depuis 2008, la Fondation organise également le Festival TD - Metropolis bleu des enfants, en parallèle du volet adulte.

## Programmes éducatifs et sociaux de la Fondation
La Fondation Metropolis bleu offre, tout au long de l’année, une gamme de programmes éducatifs et sociaux en classe et en ligne, des programmes éducatifs d'alphabétisation.